# Deutsche Volkspartei (1868–1910)
Deutsche Volkspartei var ett vänsterliberalt parti i Tyskland verksamt mellan åren 1868 och 1910.